# Nouvoitou
Nouvoitou (en bretó Neveztell) és un municipi francès, situat a la regió de Bretanya, al departament d'Ille i Vilaine. L'any 2006 tenia 2.965 habitants.

## Demografia
| 1962                                       | 1968  | 1975  | 1982  | 1990  | 1999  |
| ------------------------------------------ | ----- | ----- | ----- | ----- | ----- |
| 1.081                                      | 1.125 | 1.157 | 1.615 | 2.348 | 2.556 |
| Des de 1962: població sense dobles comptes |       |       |       |       |       |

## Administració
| Període   | Identitat           | Partit |
| --------- | ------------------- | ------ |
| 1959-1968 | Joseph Roinson      |        |
| 1977-1989 | Henri Verger        |        |
| 1989-2008 | Daniel Ostoréro     |        |
| 2008-     | Jean-Marc Legagneur |        |